# Centro per la conservazione e il restauro "La Venaria Reale"
Il Centro per la conservazione e il restauro dei beni culturali "La Venaria Reale", situato nelle ex scuderie della Reggia di Venaria, è uno dei principali poli italiani del restauro.

## Storia
Il Centro per la conservazione e il restauro di Venaria è stato creato nel 2005, con fondi stanziati principalmente dalla Regione Piemonte e in parte dal Ministero dell'Economia.
Il Centro è gestito da una fondazione costituita dal Ministero per i Beni e le Attività Culturali, dalla Regione Piemonte, dall'Università di Torino, dalla Compagnia di San Paolo e dalla Fondazione CRT, a cui si sono aggiunti in seguito il Politecnico di Torino, la provincia e il comune di Torino e il comune di Venaria Reale.

## Attività
Il centro ospita laboratori per interventi di restauro e conservazione su dipinti e manufatti, un laboratorio fotografico e alcuni laboratori scientifici per attività diagnostiche.
Ospita inoltre una scuola di alta formazione e studio per restauratori e organizza insieme con l'Università di Torino un corso di laurea per la formazione dei restauratori di beni culturali.
Sono infine presenti una biblioteca e un centro di documentazione sulle tematiche specialistiche legate alle attività del centro.